# Дальвик
Да́львик (исл. Dalvík) — город в Исландии.

## География
Город Дальвик расположен на северном побережье Исландии к северу от Акюрейри, на берегу выходящего в Гренландское море Эйя-фьорда. Город является административным центром общины Дальвикюрбиггд, относящейся к региону Нордюрланд-Эйстра. Население Дальвика составляет 1360 человек (по состоянию на 1 января 2022 года).
Дальвик — крупный рыболовный порт. Осуществляются регулярные паромные рейсы, связывающие город с островом Гримсей, находящимся на Полярном круге. В водах Эйя-фьорда, перед Дальвиком, расположен остров Хрисей, с населением в 180 человек, относящийся к городской общине Акюрейрарбайр. Расстояние от Дальвика до столицы Исландии Рейкьявика составляет 412 километров.

## История
В 1916 году в Дальвике родился третий президент Исландии Кристиан Эльдьяурн (1968—1980).
В 1934 году город был сильно разрушен в результате землетрясения.
В 1998 году городская община Дальвика — Дальвикюркёйпстадюр (исл. Dalvíkurkaupstaður) была объединена с двумя сельскими общинами Сварфадардальсхреппюр (исл. Svarfaðardalshreppur) и Аурскоугсхреппюр (исл. Árskógshreppur), образовав новую общину Дальвикюрбиггд.

## Города-побратимы
- Виборг
- Скорсбисунн
- Лунд
- Порвоо
- Хамар[3]

## Интересные факты
В честь города названа виртуальная машина Dalvik.